# البوتا
البوتا (به لاتین: Albota) یک منطقهٔ مسکونی در رومانی است که در شهرستان ارجش واقع شده‌است.

## خصوصیات
البوتا ۳٬۸۹۵ نفر جمعیت دارد.